# Rock'n with Father Mike
 (mars 2023).
Si vous disposez d'ouvrages ou d'articles de référence ou si vous connaissez des sites web de qualité traitant du thème abordé ici, merci de compléter l'article en donnant les références utiles à sa vérifiabilité et en les liant à la section « Notes et références ».
Albums par Anti-Flag
Kill Kill Kill
(1995)
Rock'n With Father Mike est un EP, split sorti en 1993 sur 7" par Anti-Flag et The Bad Genes. Il est sorti peu après la formation d'Anti-Flag et constitue un des enregistrements les plus rares et les plus recherchés de ce groupe. Son titre est une référence à un prêtre punk rock appelé "Father Mike". La pochette de l'enregistrement existe en 3 couleurs : rose, bleue et jaune.

## Liste des pistes
Face A (Anti-Flag)
1. I Don't Want To Be Like You
2. Fuck the Pope

Face B (The Bad Genes)
1. Salute
2. Chords That Cut